# رنته روخه
رنته روخه (هلندی: Bente Rogge؛ زادهٔ ۲ اکتبر ۱۹۹۷) بازیکن زن واترپلو اهل هلند است.